# Museo del Fútbol (São Paulo)
El Museo del Fútbol (Museu do Futebol en portugués) es un museo temático dedicado al fútbol, que se localiza en el Estadio Municipal Paulo Machado de Carvalho, más conocido como Estadio Pacaembú, en la ciudad brasileña de São Paulo, capital del estado homónimo.
El museo posee una superficie de 6900 metros cuadrados, fue construido por el gobierno municipal de São Paulo y se inauguró el 29 de septiembre de 2008.